# Алі-Баба і сорок розбійників (фільм)
«Алі-Баба і сорок розбійників» — радянський музичний телефільм (телеспектакль) 1983 року за мотивами перської казки «Алі-Баба і сорок розбійників» з віршами Веніаміна Смєхова на музику Сергія Нікітіна і Віктора Берковського.

## Сюжет
Музична казка для дітей … і дорослих. Як буває в казці, багатство саме знаходить добру людину. Треба лише вчасно опинитися в потрібному місці і сказати: «Сезам, відкрийся!»

## У ролях
- Олег Табаков — Алі-Баба
- Татьяна Никитина — Зейнаб, його дружина
- Сергій Юрський — Касим, брат Алі-Баби
- Наталія Тенякова — Фатіма, його дружина і дочка судді
- Веніамін Смєхов — Мустафа, оповідач і швець
- Леонід Філатов — Перехожий, збирач історій
- Армен Джигарханян — Хасан, атаман розбійників
- Олексій Граббе — Ахмед «Зірви-Голова»
- Ізіль Заблудовський — епізод
- Віктор Костецький — розбійник
- Володимир Курашкін — розбійник Мухаммед
- Вадим Нікітін — епізод
- Станіслав Соколов — епізод

## Знімальна група
- Режисер — Олег Рябоконь
- Сценарист — Веніамін Смєхов
- Оператор — Микола Горський
- Композитори — Віктор Берковський, Сергій Нікітін
- Художник — Лариса Луконіна